# Línia 3 del TRAM Metropolità d'Alacant
La línia 3 és una de les huit línies del TRAM Metropolità d'Alacant, que serveix la zona metropolitana d'Alacant. Va entre la Plaça dels Estels (estació subterrània) i el Campello i, per tant, comunica el centre de la ciutat amb aquesta localitat passant pel nord de la ciutat (zona de la platja de Sant Joan).
Les unitats mòbils d'aquesta línia són trens-tram, que en la L3 circulen a un màxim de 80 km/h. El traçat es realitza en uns 25 minuts i la línia mesura 16 km.
Les parades d'aquesta línia són les següents, des del centre d'Alacant: Estels, Mercat, Marq-Castell (Marq-Castillo), Sangueta, la Illeta (La Isleta), Albufereta, Lucentum, Condomina, Camp de Golf (Campo de Golf), Costa Blanca, Carrabiners, Muchavista, les Llances, Fabraquer, Salesians, Pla Barraques, el Campello.
Les tres estacions inicials (Estels, Mercat i Marq-Castell) són subterrànies i compartides amb les línies 1, 2 i 4. A més, les parades Sangueta, la Illeta, Albufereta i Lucentum són compartides amb les línies 4 i 5 i també, excepte Albufereta, amb la línia 1. Finalment, la parada del Campello és compartida amb la línia 1.
De fet, una part important del seu recorregut és el mateix que el de la línia 1, però la línia 3 arriba només fins al Campello i, d'altra banda, compta amb 10 parades que la línia 1 evita (Albufereta, Condomina, Camp de Golf, Costa Blanca, Carrabiners, Muchavista, les Llances, Fabraquer, Salesians, Pla Barraques).